# Východní Slezsko
Východní Slezsko bylo území Rakouského Slezska, které po první světové válce obsadilo Československo. Mělo rozlohu 5 146 km² a 680 422 obyvatel v roce 1900. Hlavním městem bylo Opava. Plány na plebiscit ztroskotaly a oblast byla rozdělena mezi Československo a Polsko.
Území bylo obsazeno Československem po neúspěšných vyjednáváních s Polskem 23. ledna 1919.
Konečná dohoda o hranici byla uzavřena 28. července 1920.

## Poštovní známky

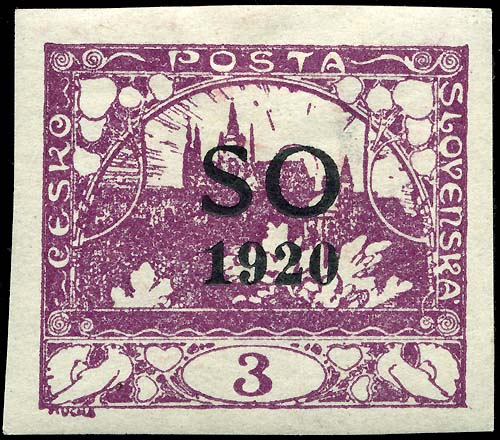

Východní Slezsko si připomínají filatelisté, jelikož přípravy na plebiscit zahrnovaly zvláštní poštovní známky. Byly to známky Československa a Polska, přetištěné různými kombinacemi "SO", "S. O." (fr. Silesie Orientale) nebo "1920". Používaly se od února do září 1920. Přetisk se vyráběl ve značných množstvích; s několika výjimkami, známky jsou dnes běžně k dispozici za minimální cenu.
Poštovní historie území je poměrně komplikovaná, a to jak přetištěnými, tak přetisknutými razítky bojujících zemí (včetně Rakouska), které se v různých časech používaly na různých poštách.